# Miroslav Pinc
Miroslav Pinc (5. července 1949 Obořiště – 4. dubna 2000 Praha) byl český ilustrátor knih z oblasti botaniky, resp. dendrologie. Během života publikoval své perokresby ve více než dvou stovkách knih. V roce 1981 byla Ing. Pincovi udělena Výroční nakladatelská cena Státního zemědělského nakladatelství za ilustraci knihy Karel Hieke – Pokojové rostliny.

## Dílo
Mezi jeho první práce patří Sadovnická dendrologie od autorů Ing. Václava Hurycha a Ing. Ernesta Mikuláše. Z dalších českých titulů lze jmenovat např. M. Wolf a kol.: Květinářství, V. Hurych: Sadovnictví – okrasné dřeviny pro zahrady a parky, B. Wágner: Sadovnická tvorba, Č. Böhm: Okrasná zahrada, F. Mareček: Zahradnický slovník, Zákrejs: Pěstujeme orchideje, M. Součková: Pnoucí dřeviny na zahradě i v bytě aj.